# Únorová revoluce 1848
Únorová revoluce byla revoluce ve Francii, která v roce 1848 ukončila vládu francouzského krále Ludvíka Filipa I. (tzv. Červencová monarchie) a vedla k vyhlášení Druhé republiky.

## Situace před revolucí
Ludvík Filip sám se dostal k moci v roce 1830 měšťansko-liberální revolucí (Červencová revoluce), která svrhla Bourbony. Vláda Ludvíka Filipa zvaná Červencová monarchie se postupně odkláněla od liberalismu, byla navíc poznamenána četnými skandály a korupčními aférami. Francouzská buržoazie byla stále zklamanější politikou krále, kterému pomohla ke zvolení. Odpor vůči králi se týkal především volebního cenzu, který měšťanstvu upíral zastoupení na moci, které by odpovídalo jeho významu a vlivu. Rovněž dělnictvo bylo nespokojeno se svým postavením a s rostoucími sociálními problémy, které se ještě více prohloubily v roce 1847 během zemědělské a obchodní krize.

## Průběh

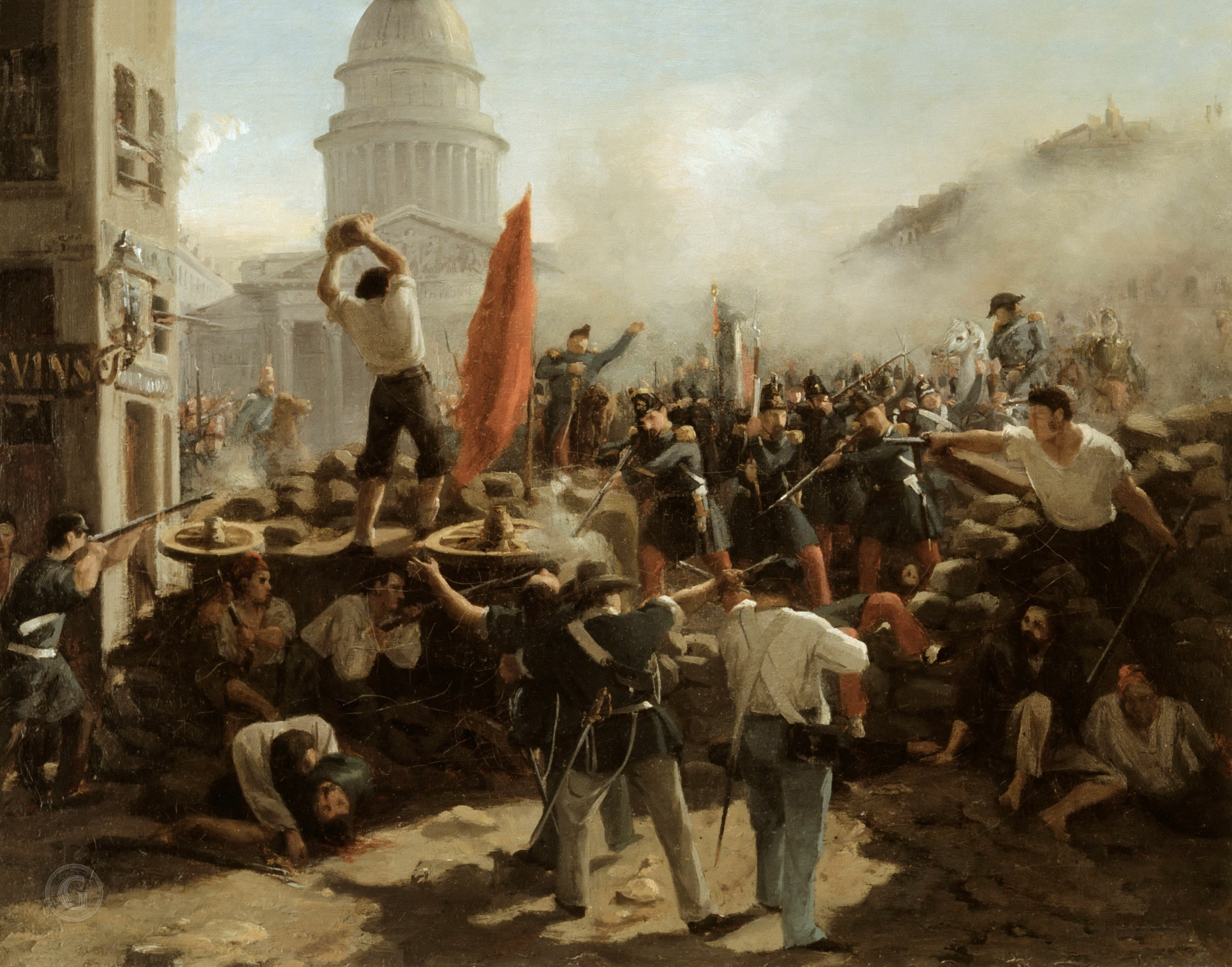
Horace Vernet: Barikády v Rue Soufflot (24. června 1848)

Poté, co král zakázal plánovaný banket k podpoře reformy volebního práva, došlo 21. února 1848 v Paříži k veřejným protestům, které se rychle změnily v nepokoje a posléze se změnily v revoluční hnutí. Především došlo ke sjednocení sil dělníků a buržoazie. Ve dnech 23. a 24. února propukly silné pouliční boje na barikádách mezi povstalci a královskými oddíly. Dne 24. února byl k demisi donucen neoblíbený premiér François Guizot. Krátce poté abdikoval i sám král Ludvík Filip a uprchl do exilu do Velké Británie. Následně byla ustavena dočasná vláda pod vedením liberálního politika Alphonse de Lamartina a byla vyhlášena Druhá republika.
První revoluční vládu, která měla 11 ministrů, tvořili zástupci levice jako byl novinář a socialista Louis Blanc, liberálů a demokratů jako ministr zahraničí Lamartine, i pravicových konzervativců. K významným reformám patřilo zrušení otroctví v koloniích, zavedení svobody tisku a všeobecného volebního práva, zrušení trestu smrti pro politické delikty i uznání práva na práci.
Vzhledem k napjaté situaci mezi obyvatelstvem, rozdílným sociálním, politickým a hospodářským zájmům měšťanstva a dělníků došlo brzy k neshodám a první revoluční vláda vydržela jen několik měsíců.

## Situace po revoluci
Dne 4. května 1848 proběhly volby do ústavodárného Národního shromáždění, ve kterých zvítězili konzervativci a liberálové nad levicí.
Dne 24. června 1848 došlo v Paříži k novému povstání dělníků z důvodu uzavření tzv. národních dílen, které umožňovaly práci nezaměstnaným. Povstání bylo po silných bojích s francouzskou armádou a národní gardou potlačeno. Po jeho skončení bylo 3000 osob mrtvých a asi 15 000 bylo posláno do trestních táborů v zámořských koloniích. Louis Blanc, který se osobně povstání nezúčastnil, ale zasazoval se za zachování národních dílen, odešel do exilu do Anglie a vrátil se až v roce 1870.
Dne 4. listopadu 1848 schválilo Národní shromáždění novou ústavu. Dne 10. prosince 1848 byl zvolen prezidentem republiky Ludvík Napoleon Bonaparte, synovec Napoleona Bonaparta, který se navrátil z exilu z Velké Británie.

## Důsledky

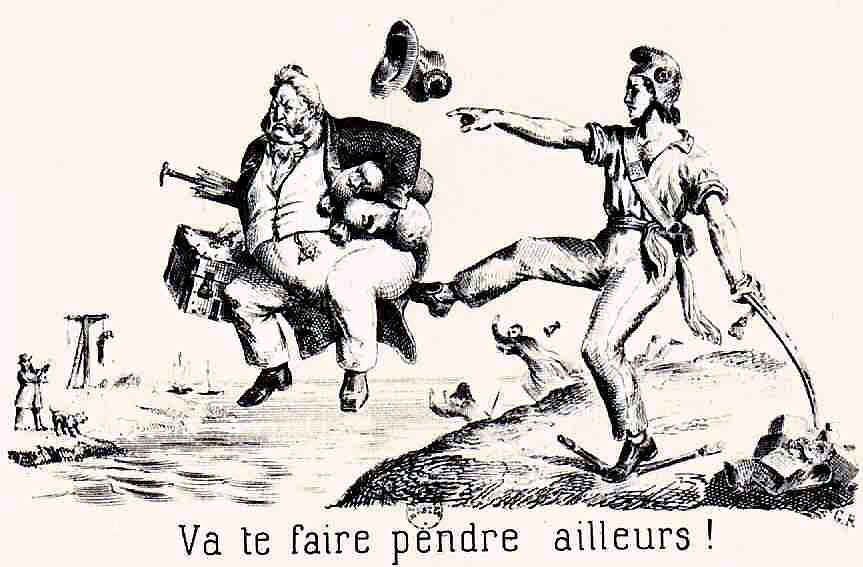
Vyhoštění krále Ludvíka Filipa na dobové karikatuře

Výsledky francouzské únorové revoluce se projevily v březnové revoluci v německých státech, Rakouském císařství i v dalších zemích Evropy. Tato série revolucí z let 1848–1849 nazývaná jako Jaro národů měla význam v prosazení měšťansko-liberální politiky a vedla v mnoha zemích k vlastnímu národnostnímu rozvoji. Zásadní změnou ve Francii je ustanovení obecného volebního práva (stále pouze pro muže).